# گروه چادهری
گروه چادهری (انگلیسی: Chaudhary Group) شرکت خوشه‌ای نپالی است، که در زمینه ارائه خدمات مالی، مبادله انرژی، الکترونیک، علوم و صنایع غذایی، داروسازی، واردات خودرو و خدمات آموزشی فعالیت می‌نماید. 
شرکت چادهری در سال ۱۹۷۰ توسط بینود چادهری راه‌اندازی شد و در حال حاضر بزرگترین شرکت نپال می‌باشد. دفتر مرکزی این شرکت در شهر کاتماندو، نپال قرار دارد.